# Gambia Adventurers
Die Gambia Adventurers war eine britische Handelskompanie im 17. Jahrhundert.
Die Gesellschaft wurde 1668 aus der stark verschuldeten Company of Royal Adventurers trading to Africa gegründet. Der neuen Gesellschaft wurde das auf 10 Jahre beschränkte  Handelsmonopol in dem Gebiet am Gambia-Fluss übertragen. Nach kleinem Profit wurde 1684 nach Rechtsstreitigkeiten in London das Handelsmonopol der Gambia Adventurers und der Muttergesellschaft auf die Royal African Company übertragen.